# 270373 William
270373 William este o planetă minoră (asteroid) din Inner Main Belt⁠(d). A fost descoperită pe 7 ianuarie 2002 la  de Jeff Edmonds⁠(d). 
Obiectul prezintă o orbită caracterizată de o semiaxă mare de 1,9895942099979 UAi, o excentricitate de 0,08, o înclinație de 21,1 ° în raport cu ecliptica.